# Jerzy Styczyński

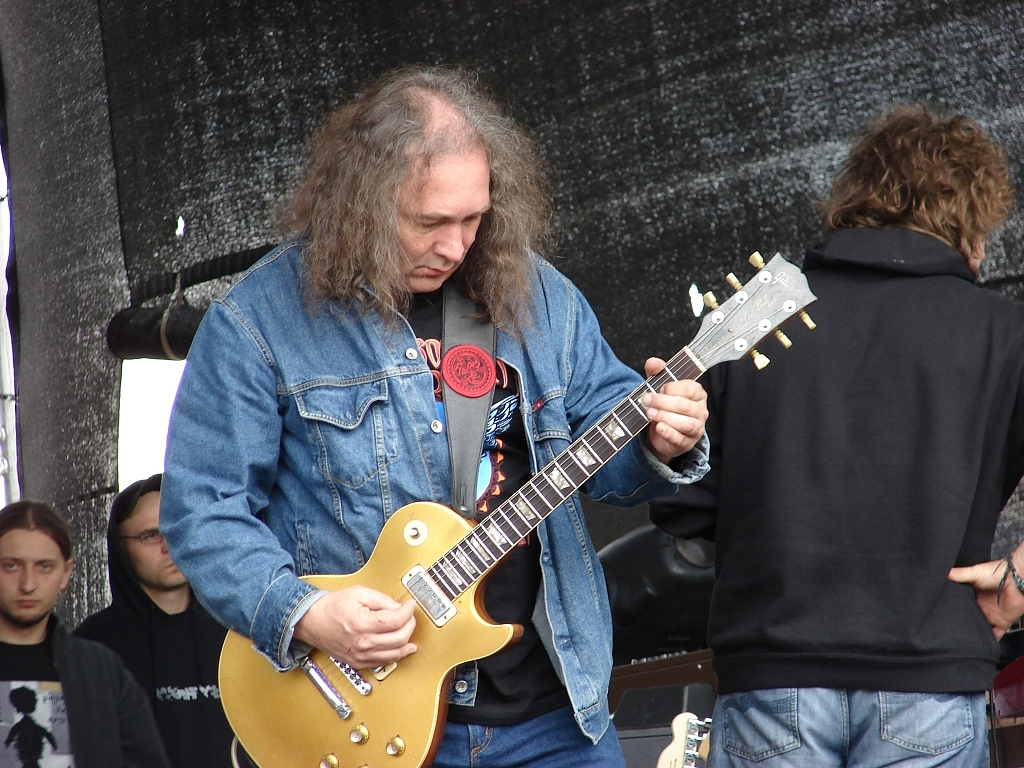
Jerzy Styczyński (2007)

Jerzy Stanisław Styczyński (ur. 16 lutego 1958 w Krakowie) – polski gitarzysta, muzyk zespołu Dżem od 1979, z przerwą w 1981 roku.

## Życiorys
Jerzy Styczyński dzieciństwo, młodość i wczesną dojrzałość spędził w Trzebini i w Chrzanowie, tu też uczęszczał do szkół.
Karierę gitarzysty zaczął w zespole działającym przy Fabryce Samochodów Małolitrażowych w Tychach, z którym to od czasu do czasu występował na miejscowych przeglądach. Właśnie na jednym z takich konkursów został zauważony przez wokalistę zespołu Dżem, Ryszarda Riedla i zaproszony do współpracy. Ich pierwsze spotkanie nie doszło jednak do skutku. Spotkali się nieco później na próbie jednej z garażowych kapel i, jak gitarzysta wspominał po latach, dopiero wtedy rozmowa na ten temat stała się poważna. Od 1981 roku jest stałym członkiem zespołu.
Uznany muzyk sesyjny, można go usłyszeć na płytach takich solistów i grup, jak m.in.: Martyna Jakubowicz, Ryszard Styła, Leszek Cichoński, Nocna Zmiana Bluesa, Vintage, Lombard, Chłopcy z Placu Broni, Harlem, czy Cree.

## Sprzęt
Najczęściej gra na gitarze Gibson Les Paul Deluxe, jednak w swojej kolekcji ma również Fendera Stratocastera, Ibaneza Artista. Posiada swojego sygnowanego Telecastera firmy FGN Fujigen. W utworach akustycznych używa gitary Martin. Preferuje struny Ernie Ball.
Aktualnie gra na wzmacniaczach firmy VOX AC30, kolumnach Marshall 1960AX. Korzysta z efektów firmy Strymon, Analogman, oraz Karaluch Custom.

## Dyskografia
- Hey Jimi - Polskie gitary grają Hendrixa ("Little Wing", "Red House" - gitara)